# Humbertochloa
Genre
Humbertochloa est un genre de plantes monocotylédones de la famille des Poaceae, sous-famille des Oryzoideae,  originaire d'Afrique, qui comprend deux espèces.
Le nom générique est un hommage au botaniste français, Jean-Henri Humbert (1887-1967), qui collecta des spécimens de ce genre à Madagascar, avec le suffixe grec χλοὰ (chloa) qui signifie « herbe ».

## Liste d'espèces
Selon World Checklist of Selected Plant Families (WCSP) (28 janvier 2017) :
- Humbertochloa bambusiuscula A.Camus & Stapf (1934)
- Humbertochloa greenwayi C.E.Hubb. (1939)